# Finncomm Airlines
Finncomm Airlines — колишня регіональна авіакомпанія Фінляндії, штаб-квартира якої розташовувалася на території аеропорту Сейняйокі, що в Ілмайокі. Виконувала рейси в Естонію, Німеччину, Литву, Румунію, Швецію і 16 внутрішніх рейсів зі свого хабу в аеропорту Гельсінкі. Авіакомпанія була членом European Regions Airline Association та найбільшим внутрішнім авіаперевізником Фінляндії за кількістю рейсів.
У 2011 році компанію замінила Flybe Nordic, яка була перейменована на Nordic Regional Airlines у травні 2015 року.

## Напрямки

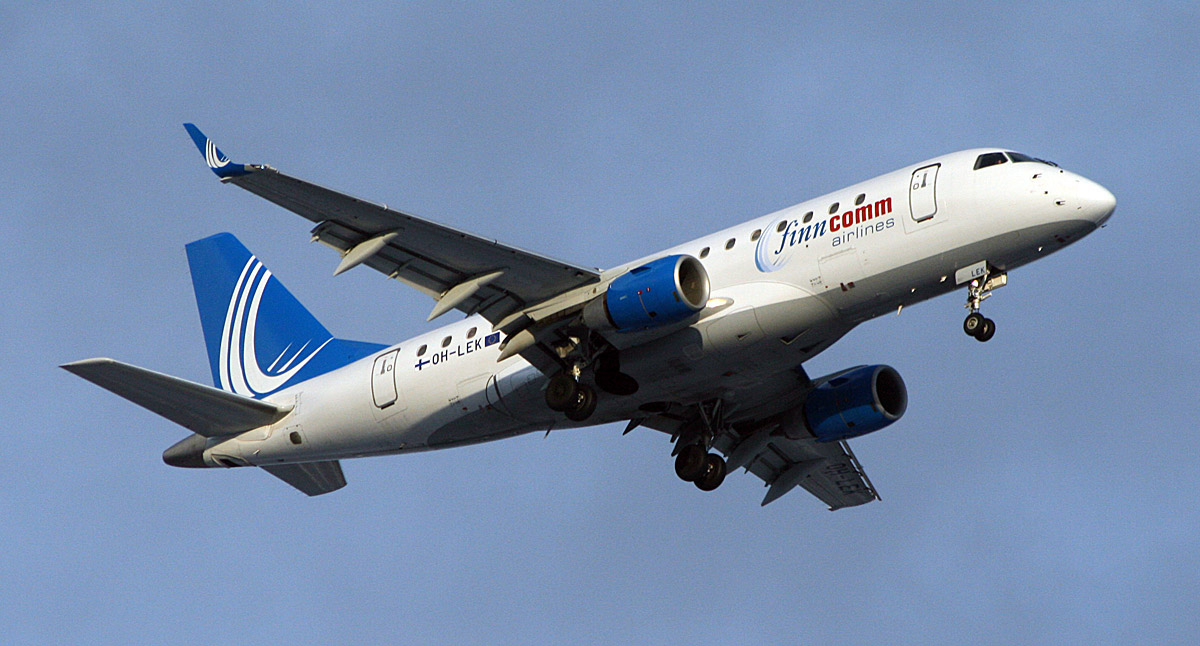
Літак Embraer 170 Finncomm Airlines йде на посадку у Вільнюсі

Finncomm Airlines здійснювала такі послуги (станом на червень 2011 року):
- Естонія
  - Таллінн – Аеропорт імені Леннарта Мері
- Фінляндія
  - Енонтекійо – Аеропорт Енонтекійо [сезонні]
  - Гельсінкі – Аеропорт Гельсінкі хаб
  - Йоенсуу – Аеропорт Йоенсуу
  - Ювяскюля – Аеропорт Ювяскюля
  - Каяані – Аеропорт Каяані
  - Кемі/Торніо – Аеропорт Кемі-Торніо
  - Кіттіля – Аеропорт Кіттіля [сезонні]
  - Коккола/Якобстад – Аеропорт Круунупіі
  - Куопіо – Аеропорт Куопіо
  - Куусамо – Аеропорт Куусамо [сезонні]
  - Оулу – Аеропрт Оулу
  - Порі – Аеропорт Порі
  - Савонлінна – Аеропорт Савонлінна
  - Сейняйокі – Аеропорт Сейняйокі
  - Тампере – Аеропорт Тампере-Пірккала
  - Турку – Аеропорт Турку
  - Вааса – Аеропорт Вааса
  - Варкаус – Аеропорт Варкаус
- Німеччина
  - Штутгарт – Аеропорт Штутгарт
- Латвія
  - Рига – Аеропорт Риги
- Польща
  - Гданськ – Гданський аеропорт імені Леха Валенси
- Румунія
  - Бухарест – Міжнародний аеропорт імені Анрі Коанди
- Швеція
  - Норрчепінг – Аеропорт Норрчепінг
  - Шеллефтео – Аеропорт Шеллефтео

## Флот

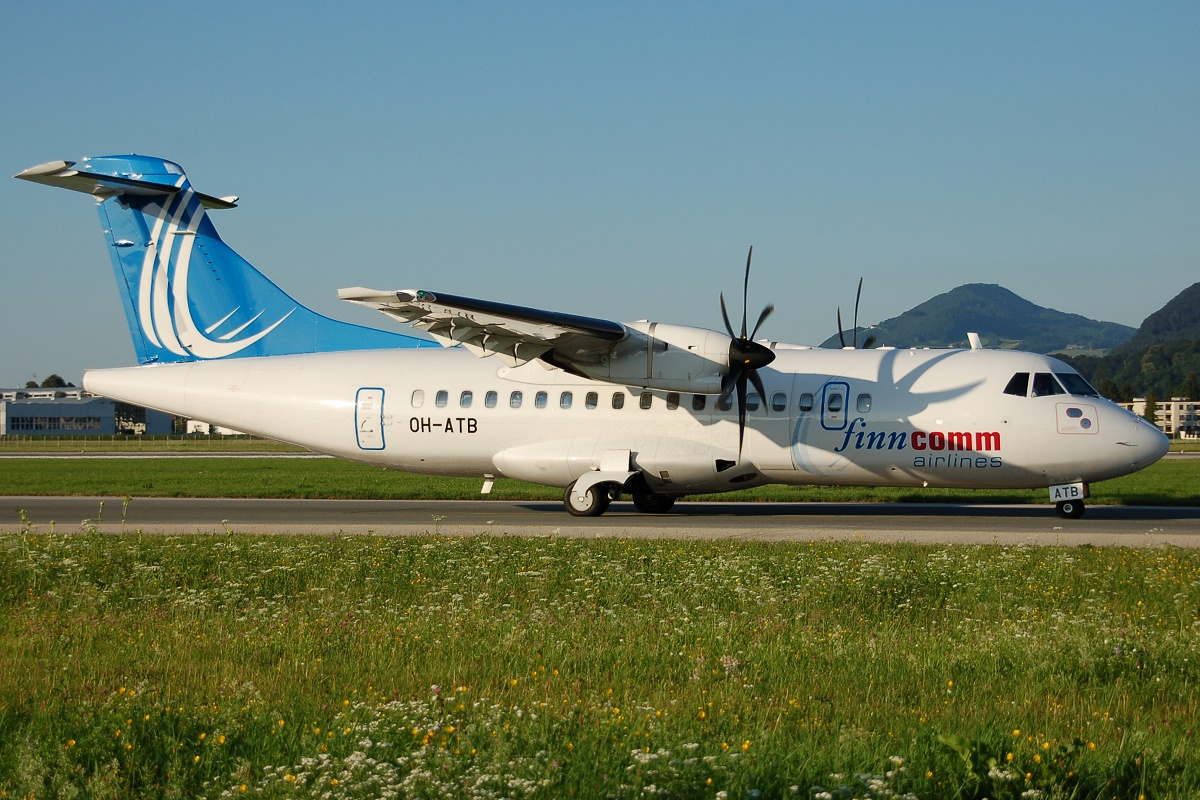
Літак ATR 42 Finncomm. 2008 рік

Флот Finncomm Airlines включав наступні літаки (станом на 13 травня 2011 р.):
Finncomm оголосила про плани отримати до кінця 2011 року 16 літаків серії ATR-500, припускаючи, що вони планують перетворити як мінімум 3 своїх варіанту в тверді замовлення.